# Italia ai campionati del mondo di atletica leggera

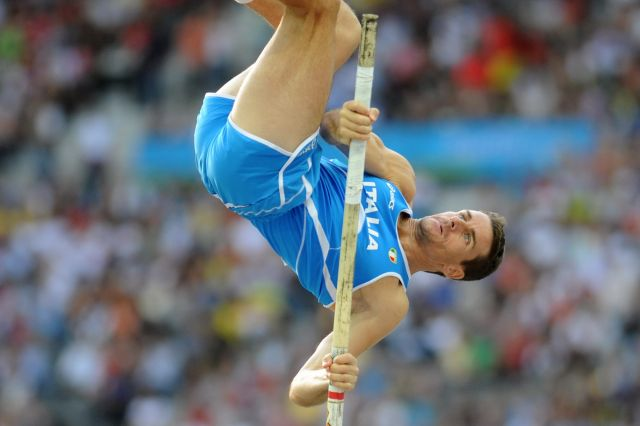
L'astista Giuseppe Gibilisco, campione mondiale a Parigi 2003

L'Italia ha partecipato a tutte le edizioni dei Campionati del mondo di atletica leggera, conquistando complessivamente (da Helsinki 1983 a Budapest 2023) 49 medaglie, delle quali 13 d'oro, 17 d'argento e 19 di bronzo.

## Atleti partecipanti
- Helsinki 1983: 36 (24 uomini e 12 donne)
- Roma 1987: 54 (33 uomini e 21 donne)
- Tokyo 1991: 48 (33 uomini e 15 donne)
- Stoccarda 1993: 44 (29 uomini e 15 donne)
- Göteborg 1995: 49 (30 uomini e 19 donne)
- Atene 1997: 64 (38 uomini e 26 donne)
- Siviglia 1999: 41 (28 uomini e 13 donne)
- Edmonton 2001: 38 (22 uomini e 16 donne)
- Parigi 2003: 40 (22 uomini e 18 donne)
- Helsinki 2005: 51 (30 uomini e 21 donne)
- Osaka 2007: 35 (20 uomini e 15 donne)
- Berlino 2009: 38 (22 uomini e 16 donne)
- Daegu 2011: 33 (17 uomini e 16 donne) - Partecipazione più scarsa
- Mosca 2013: 57 (33 uomini e 24 donne)
- Pechino 2015: 36 convocati (15 uomini e 21 donne)[1], diventati 33 di cui uno non partito.
- Londra 2017: 36 convocati (18 uomini e 18 donne)
- Doha 2019: 66 convocati (31 uomini e 35 donne)
- Oregon 2022: 60 convocati (29 uomini e 31 donne)
- Budapest 2023: 80 convocati (44 uomini e 36 donne), diventati 78 a causa della rinuncia di un uomo e una donna - Record di partecipazione

## Record di partecipazioni

### Uomini
1. Nicola Vizzoni: 9 (dal 1997 al 2013)
2. Marco De Luca: 7 (dal 2005 al 2017)
3. Giovanni De Benedictis: 6 (dal 1991 al 2001)
4. Fabrizio Mori: 6 (dal 1991 al 2001)
5. Giorgio Rubino: 6 (dal 2007 al 2017)
6. Daniele Meucci: 6 (dal 2009 al 2019)
7. Stefano Tilli: 5 (dal 1983 al 1991 e dal 1997 al 1999)
8. Giuseppe D'Urso: 5 (dal 1991 al 1999)
9. Giovanni Perricelli: 5 (dal 1991 al 1999)
10. Paolo Dal Soglio: 5 (dal 1993 al 2001)
11. Simone Collio: 5 (dal 2003 al 2011)
12. Fabrizio Donato: 5 (dal
13. Giuseppe Gibilisco: 5 (dal 2001 al 2005 e 2009 e 2013)
14. Salvatore Antibo: 4 (dal 1983 al 1993)
15. Alessandro Andrei: 4 (dal 1983 al 1991 e 1995)
16. Maurizio Checcucci: 4 (dal 1997 al 1999 e dal 2007 al 2009)
17. Paolo Camossi: 4 (dal 1997 al 2001 e 2005)
18. Alessandro Lambruschini: 4 (1987 e dal 1993 al 1997)
19. Ezio Madonia: 4 (dal 1987 al 1995)
20. Gennaro Di Napoli: 4 (dal 1991 al 1997)
21. Angelo Carosi: 4 (dal 1991 al 1997)
22. Enrico Sgrulletti: 4 (dal 1991 al 1997)
23. Marco Vaccari: 4 (dal 1991 al 1997)
24. Stefano Baldini: 4 (dal 1995 al 1997 e dal 2001 al 2003)
25. Michele Didoni: 4 (dal 1995 al 1999 e 2003)
26. Alessandro Gandellini: 4 (dal 1997 al 2003)
27. Diego Fortuna: 4 (dal 1995/1999 e 2003)
28. Ruggero Pertile: 4 (al 2015)

### Donne
1. Elisa Rigaudo: 7 (dal 2003 al 2015)
2. Annarita Sidoti: 6 (dal 1991 al 2001)
3. Elisabetta Perrone: 6 (dal 1993 al 2003)
4. Fiona May: 6 (dal 1995 al 2005)
5. Chiara Rosa: 6 (dal 2005 al 2015)
6. Manuela Levorato: 5 (dal 1995 al 2001 e 2005)
7. Magdelín Martínez: 5 (dal 2001 al 2009)
8. Libania Grenot: 5 (dal 2009 al 2017)
9. Monika Niederstätter: 4 (dal 1999 al 2005)
10. Antonietta Di Martino: 4 (2001 e dal 2007 al 2011)

## Bilancio complessivo
| Oro | Argento       | Bronzo        | Tot. | Oro | Argento | Bronzo | Tot. | Oro | Argento | Bronzo | Tot. |    |    |    |
| 19  | Helsinki 1983 | Budapest 2023 | 10   | 10  | 9       | 29     | 3    | 7   | 11      | 21     | 13   | 17 | 20 | 50 |

### Finalisti Uomini
La Nazionale di atletica leggera dell'Italia, a livello maschile nelle sue 19 partecipazioni ha piazzato in tutto 105 atleti finalisti (nelle gare con più di otto finalisti, vengono considerati i primi 8 classificati).
| Edizione       | Oro | Argento | Bronzo | 4º | 5º | 6º | 7º | 8º | Finalisti |
| -------------- | --- | ------- | ------ | -- | -- | -- | -- | -- | --------- |
| Helsinki 1983  | 1   | 1       | 1      | -  | 1  | -  | 5  | -  | 9         |
| Roma 1987      | 2   | 2       | 1      | 2  | 1  | 2  | 3  | -  | 13        |
| Tokyo 1991     | 1   | -       | -      | 1  | 1  | 2  | 3  | 3  | 11        |
| Stoccarda 1993 | -   | 2       | 1      | -  | -  | 1  | -  | 1  | 5         |
| Göteborg 1995  | 1   | 1       | 1      | -  | 1  | -  | 2  | -  | 6         |
| Atene 1997     | -   | -       | -      | 2  | -  | -  | 3  | 3  | 8         |
| Siviglia 1999  | 2   | 1       | -      | -  | 3  | 2  | 1  | 1  | 10        |
| Edmonton 2001  | -   | 1       | 1      | 1  | -  | -  | -  | 1  | 4         |
| Parigi 2003    | 1   | -       | 1      | -  | 1  | 1  | -  | -  | 4         |
| Helsinki 2005  | -   | -       | 1      | -  | 2  | -  | -  | -  | 3         |
| Osaka 2007     | -   | 1       | 1      | -  | 1  | -  | -  | -  | 3         |
| Berlino 2009   | -   | -       | 1      | -  | -  | 1  | 2  | -  | 4         |
| Daegu 2011     | -   | -       | -      | -  | 2  | -  | 1  | 1  | 4         |
| Mosca 2013     | -   | -       | -      | -  | -  | 1  | -  | 1  | 2         |
| Pechino 2015   | -   | -       | -      | 1  | -  | -  | -  | 2  | 3         |
| Londra 2017    | -   | -       | -      | -  | -  | 1  | -  | 1  | 2         |
| Doha 2019      | -   | -       | -      | -  | -  | 1  | 1  | 3  | 5         |
| Oregon 2022    | 1   | -       | -      | 2  | 1  | -  | -  | -  | 4         |
| Budapest 2023  | 1   | 1       | -      | -  | -  | -  | 2  | 1  | 5         |
| Totale         | 10  | 10      | 9      | 9  | 14 | 12 | 23 | 18 | 105       |

### Finaliste Donne
La Nazionale di atletica leggera dell'Italia, a livello femminile nelle sue 19 partecipazioni ha piazzato in tutto 77 atlete finaliste (nelle gare con più di otto finaliste, vengono considerate le prime 8 classificate).
| Edizione       | Oro | Argento | Bronzo | 4º | 5º | 6º | 7º | 8º | Finaliste |
| -------------- | --- | ------- | ------ | -- | -- | -- | -- | -- | --------- |
| Helsinki 1983  | -   | -       | -      | -  | -  | 2  | 1  | -  | 3         |
| Roma 1987      | -   | -       | -      | -  | -  | -  | -  | -  | -         |
| Tokyo 1991     | -   | -       | -      | -  | -  | 1  | 2  | -  | 3         |
| Stoccarda 1993 | -   | 1       | -      | 1  | -  | 2  | -  | 1  | 5         |
| Göteborg 1995  | 1   | 1       | 1      | 1  | 1  | 1  | -  | 1  | 7         |
| Atene 1997     | 1   | 1       | 1      | -  | 2  | -  | 1  | 2  | 8         |
| Siviglia 1999  | -   | 1       | -      | -  | -  | 1  | -  | 1  | 3         |
| Edmonton 2001  | 1   | -       | 1      | 2  | -  | -  | -  | 1  | 5         |
| Parigi 2003    | -   | -       | 1      | -  | -  | 3  | 1  | 1  | 6         |
| Helsinki 2005  | -   | -       | -      | -  | 1  | -  | 1  | 2  | 4         |
| Osaka 2007     | -   | 1       | -      | 1  | -  | -  | 2  | -  | 4         |
| Berlino 2009   | -   | -       | 1      | -  | -  | 1  | 1  | 2  | 5         |
| Daegu 2011     | -   | 1       | 1      | -  | -  | -  | -  | 1  | 3         |
| Mosca 2013     | -   | 1       | 1      | -  | -  | 2  | -  | 1  | 5         |
| Pechino 2015   | -   | -       | -      | -  | 1  | -  | -  | -  | 1         |
| Londra 2017    | -   | -       | 1      | -  | -  | -  | -  | -  | 1         |
| Doha 2019      | -   | -       | 1      | -  | -  | -  | 1  | -  | 2         |
| Oregon 2022    | -   | -       | 1      | 1  | -  | -  | 1  | 2  | 5         |
| Budapest 2023  | -   | -       | 1      | 1  | 1  | 2  | 1  | 1  | 7         |
| Totale         | 3   | 7       | 11     | 7  | 6  | 15 | 12 | 16 | 77        |

### Finalisti Misti
La Nazionale di atletica leggera dell'Italia, nella staffetta 4×400 metri mista (presente da Doha 2019) ha piazzato in tutto 1 finalista (nelle gare con più di otto finalisti, vengono considerati i primi 8 classificati).
| Edizione      | Oro | Argento | Bronzo | 4º | 5º | 6º | 7º | 8º | Finalisti |
| ------------- | --- | ------- | ------ | -- | -- | -- | -- | -- | --------- |
| Doha 2019     | -   | -       | -      | -  | -  | -  | -  | -  | -         |
| Oregon 2022   | -   | -       | -      | -  | -  | -  | 1  | -  | 1         |
| Budapest 2023 | -   | -       | -      | -  | -  | -  | -  | -  | -         |
| Totale        | -   | -       | -      | -  | -  | -  | 1  | -  | 1         |

### Finalisti Totali
La Nazionale di atletica leggera dell'Italia, nelle sue 19 partecipazioni ha piazzato in totale 183 finalisti (nelle gare con più di otto finalisti, vengono considerati i primi 8 classificati).
| Edizione       | Oro | Argento | Bronzo | 4º | 5º | 6º | 7º | 8º | Finalisti |
| -------------- | --- | ------- | ------ | -- | -- | -- | -- | -- | --------- |
| Helsinki 1983  | 1   | 1       | 1      | -  | 1  | 2  | 6  | -  | 12        |
| Roma 1987      | 2   | 2       | 1      | 2  | 1  | 2  | 3  | -  | 13        |
| Tokyo 1991     | 1   | -       | -      | 1  | 1  | 3  | 5  | 3  | 14        |
| Stoccarda 1993 | -   | 3       | 1      | 1  | -  | 3  | -  | 2  | 10        |
| Göteborg 1995  | 2   | 2       | 2      | 1  | 2  | 1  | 2  | 1  | 13        |
| Atene 1997     | 1   | 1       | 1      | 2  | 2  | -  | 4  | 5  | 16        |
| Siviglia 1999  | 2   | 2       | -      | -  | 3  | 3  | 1  | 2  | 13        |
| Edmonton 2001  | 1   | 1       | 2      | 3  | -  | -  | -  | 2  | 9         |
| Parigi 2003    | 1   | -       | 2      | -  | 1  | 4  | 1  | 1  | 10        |
| Helsinki 2005  | -   | -       | 1      | -  | 3  | -  | 1  | 2  | 7         |
| Osaka 2007     | -   | 2       | 1      | 1  | 1  | -  | 2  | -  | 7         |
| Berlino 2009   | -   | -       | 2      | -  | -  | 2  | 3  | 2  | 9         |
| Daegu 2011     | -   | 1       | 1      | -  | 2  | -  | 1  | 2  | 7         |
| Mosca 2013     | -   | 1       | 1      | -  | -  | 3  | -  | 2  | 7         |
| Pechino 2015   | -   | -       | -      | 1  | 1  | -  | -  | 2  | 4         |
| Londra 2017    | -   | -       | 1      | -  | -  | 1  | -  | 1  | 3         |
| Doha 2019      | -   | -       | 1      | -  | -  | 1  | 2  | 3  | 7         |
| Oregon 2022    | 1   | -       | 1      | 3  | 1  | -  | 2  | 2  | 10        |
| Budapest 2023  | 1   | 2       | 1      | 1  | 1  | 2  | 3  | 2  | 13        |
| Totale         | 13  | 17      | 20     | 16 | 20 | 27 | 36 | 34 | 183       |

## I podi degli azzurri
Fiona May con 2 ori, 1 argento e 1 bronzo è in assoluto l'atleta italiana più "medagliata" ai mondiali, mentre ben 6 titoli (su 13 totali) sono venuti dalla marcia. La nazionale di atletica leggera dell'Italia ha espresso almeno un campione del mondo in 8 delle prime 9 edizioni dei mondiali (l'ultimo è stato Gianmarco Tamberi nel salto in alto nel 2023).

### Oro(13)
- Helsinki 1983: Alberto Cova (10000 m)
- Roma 1987: Francesco Panetta (3000 siepi) e Maurizio Damilano (marcia 20 km)
- Tokyo 1991: Maurizio Damilano (marcia 20 km)
- Stoccarda 1993: -
- Göteborg 1995: Fiona May (lungo) e Michele Didoni (marcia 20 km)
- Atene 1997: Annarita Sidoti (10 km di marcia)
- Siviglia 1999: Fabrizio Mori (400 hs) e Ivano Brugnetti (50 km di marcia)
- Edmonton 2001: Fiona May (lungo)
- Parigi 2003: Giuseppe Gibilisco (asta)
- Helsinki 2005: -
- Osaka 2007: -
- Berlino 2009: -
- Daegu 2011: -
- Mosca 2013: -
- Pechino 2015: -
- Londra 2017: -
- Doha 2019: -
- Oregon 2022: Massimo Stano (35 km di marcia)
- Budapest 2023: Gianmarco Tamberi (alto)

### Argento(18)
- Helsinki 1983: Staffetta 4x100 U (Stefano Tilli, Carlo Simionato, Pierfrancesco Pavoni, Pietro Mennea)
- Roma 1987: Francesco Panetta (10000 m) e Alessandro Andrei (peso)
- Tokyo 1991: -
- Stoccarda 1993: Giuseppe D'Urso (800 m), Giovanni De Benedictis (marcia 20 km), Ileana Salvador (marcia 10 km)
- Göteborg 1995: Elisabetta Perrone (marcia 10 km), Giovanni Perricelli (marcia 50 km)
- Atene 1997: Roberta Brunet (5000 m)
- Siviglia 1999: Fiona May (Lungo), Vincenzo Modica (maratona)
- Edmonton 2001: Fabrizio Mori (400 hs)
- Parigi 2003: -
- Helsinki 2005: -
- Osaka 2007: Antonietta Di Martino (alto) e Andrew Howe (lungo)
- Berlino 2009:
- Daegu 2011: Elisa Rigaudo (marcia 20 km)
- Mosca 2013: Valeria Straneo (maratona)
- Pechino 2015: -
- Londra 2017: -
- Doha 2019: -
- Oregon 2022: -
- Budapest 2023: Leonardo Fabbri (peso) e Staffetta 4x100 U (Roberto Rigali, Marcell Jacobs, Lorenzo Patta, Filippo Tortu)

### Bronzo(20)
- Helsinki 1983: Pietro Mennea (200 m)
- Roma 1987: Gelindo Bordin (maratona)
- Tokyo 1991: -
- Stoccarda 1993: Alessandro Lambruschini (3000 siepi)
- Göteborg 1995: Ornella Ferrara (Maratona), staffetta 4x100 U (Giovanni Puggioni, Ezio Madonia, Angelo Cipolloni, Sandro Floris)
- Atene 1997: Fiona May (lungo)
- Siviglia 1999: -
- Edmonton 2001: Stefano Baldini (maratona), Elisabetta Perrone (marcia 20 km)
- Parigi 2003: Magdelín Martínez (triplo), Stefano Baldini (maratona)
- Helsinki 2005: Alex Schwazer (marcia 50 km)
- Osaka 2007: Alex Schwazer (marcia 50 km)
- Berlino 2009: Giorgio Rubino (marcia 20 km), Antonietta Di Martino (salto in alto)
- Daegu 2011: Antonietta Di Martino (salto in alto)
- Mosca 2013: Elisa Rigaudo (marcia 20 km)
- Pechino 2015: -
- Londra 2017: Antonella Palmisano (marcia 20 km)
- Doha 2019: Eleonora Giorgi (Marcia 50 km)
- Oregon 2022: Elena Vallortigara (salto in alto)
- Budapest 2023: Antonella Palmisano (marcia 20 km)

## Classifica a punti
Questa classifica, pubblicata in modo ufficiale dalla World Athletics, permette di tener conto degli 8 finalisti di ogni gara:
- Helsinki 1983: 8ª, 43 punti
- Roma 1987: 7ª, 62 punti
- Tokyo 1991: 10ª, 39 punti
- Stoccarda 1993: 11ª, 43 punti
- Göteborg 1995: 6ª, 63 punti - miglior risultato
- Atene 1997: 9ª, 51 punti
- Siviglia 1999: 9ª, 55 punti
- Edmonton 2001: 12ª, 44 punti
- Parigi 2003: 13ª, 39 punti
- Helsinki 2005: 23ª, 20,5 punti
- Osaka 2007: 15ª, 32,5 punti
- Berlino 2009: 17ª, 25 punti
- Daegu 2011: 17ª, 25 punti
- Mosca 2013: 19ª, 23,5 punti
- Pechino 2015: 32ª, 10,5 punti
- Londra 2017: 38ª, 10 punti - peggior risultato
- Doha 2019: 29ª, 15,5 punti
- Oregon 2022: 12ª, 39 punti
- Budapest 2023: 8ª, 51 punti